# Kreis Limburg
Der Landkreis Limburg, bis zum Jahr 1938 Kreis Limburg, bestand vom 1. April 1886 bis zum 30. Juni 1974, als der heutige Landkreis Limburg-Weilburg entstand. Kreisstadt war Limburg an der Lahn.

## Geografie

### Lage

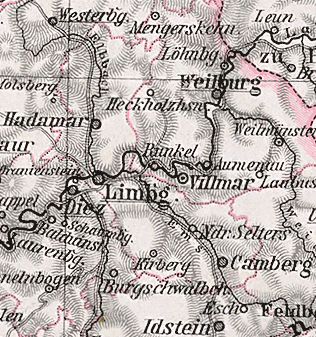
Kartenausschnitt mit dem Kreis Limburg (1905)

Der Landkreis lag zwischen den Mittelgebirgen Taunus und Westerwald in Mittelhessen. Dabei wurde ein großer Teil des Kreisgebietes von der Tallandschaft der Lahn eingenommen, welche den Kreis von Nordosten nach Südwesten im Limburger Becken durchfloss. Das Limburger Becken bildet mit seiner Boden- und Klimagunst eine der ertragreichsten Agrarlandschaften Hessens und hat darüber hinaus als günstiger Lahnübergang seit dem Mittelalter eine hohe verkehrsgeographische Bedeutung. Im Anschluss an das Limburger Becken setzt sich der Goldene Grund fort. Dort ist ebenfalls ein sehr ertragreiches Agrargebiet.

### Nachbarkreise
Der Landkreis Limburg grenzte im Norden an die Landkreise Unterwesterwaldkreis (bis 1974), Landkreis Westerburg (bis 1932) bzw. Westerwaldkreis (ab 1974) in Rheinland-Pfalz, im Osten an den Oberlahnkreis und den Hochtaunuskreis in Hessen, im Süden an den Untertaunuskreis in Hessen sowie im Westen an den Unterlahnkreis (bis 1969) bzw. Rhein-Lahn-Kreis (ab 1969) in Rheinland-Pfalz.

### Form
Der Landkreis Limburg zeichnete sich durch eine eigenwillige Form aus. Er umfasste südlich der Lahn fast den ganzen Goldenen Grund rechts und links des Emsbaches. Das nördliche Kreisgebiet lag zu beiden Seiten des Elbbaches bis nach Langendernbach. Nur fünf Kilometer breit war der Landkreis an der schmalsten Stelle, an der Limburg lag. Somit besaß der Landkreis die Form eines Schmetterlings oder einer Fledermaus.

## Geschichte

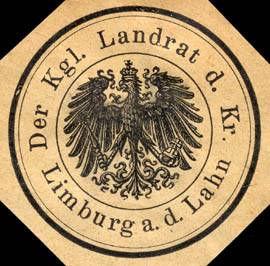
Siegelmarke Der Königliche Landrat des Kreises Limburg an der Lahn

Weit über das Frühmittelalter hinaus datieren frühgeschichtliche Funde, wie das eiszeitliche Lössprofil, das bei archäologischen Grabungen auf dem ICE-Gelände in Limburg gefunden wurde. Siedlungsspuren aus der mittleren Altsteinzeit (vor etwa 100.000 Jahren) bezeugen die heute zerstörten Steinkistenfunde von Ober- und Niederzeuzheim, sowie die Wallanlage auf der Dornburg bei Wilsenroth. Im Südkreis stehen die Hünengräber aus der Hallstattzeit (750–450 v. Chr.) für eine Siedlungskontinuität ebenso wie die merowingischen Gräber in Neesbach. Das ehemalige Kreisgebiet birgt in einigen Gemarkungen eine besondere Funddichte und jedes Fundstück dokumentiert die einstige Bedeutung der Region, des Niederlahngaus.
Die im Fränkischen Reich hoch angesehene frühmittelalterliche gräfliche Adelsfamilie der Konradiner beherrschte den Lahnraum des heutigen Kreisgebietes. Zu der Gründung einer Stiftkirche auf der Lintburc existiert das erste urkundliche Zeugnis von 910 für die heutige Kreisstadt Limburg an der Lahn. Hadamar wurde erstmals 832 erwähnt und Camberg im Jahr 1000.
Die konradinische Hauspolitik bezeugt eine große verkehrspolitische Weitsicht bei der Erschließung ihres Territoriums. Im Abstand von Tagesetappen sicherten die Konradiner ihren Herrschaftsraum durch Stiftsgründungen entlang der Lahn (Limburg, Weilburg, Wetzlar) und auf dem Westerwald (Montabaur). Reichspolitisch erfuhr die Familie mit König Konrad I., dem einzigen konradinischen Herrscher auf dem deutschen (ostfränkischen) Thron, ihren Zenit. Auf dem Sterbebett, so überliefert der Chronist Widukind, habe Konrad staatsmännische Größe gezeigt, als er seinen Bruder bat, die Reichsinsignien seinem erbitterten Gegner, dem Sachsenherzog Heinrich, zu überbringen – das so genannte Weilburger Testament.
Limburg am Schnittpunkt wichtiger alter Straßen kam (samt Burg und Stiftsvogtei) zu Beginn des 13. Jahrhunderts an die Herren von Ysenburg, 1344 zur Hälfte, 1420 ganz an das Kurfürstentum Trier und blieb bis zur Säkularisation im Jahr 1803 trierisch und damit katholisch. Im Jahr 1803 ging es an Nassau-Weilburg, 1806 an das Herzogtum Nassau und mit diesem 1866 durch Annexion an Preußen.
Während der von Kurtrier beherrschte Teil katholisch blieb, trat das Haus Nassau zum protestantischen Glauben über.
Die Glaubenszerrissenheit des 17. Jahrhunderts lässt sich am Haus Nassau-Hadamar besonders gut veranschaulichen. Johann VI. von Nassau-Dillenburg war zunächst Lutheraner, dann überzeugter Calvinist und ließ seinen fünften, am 12. August 1590 in dritter Ehe mit Johannetta von Sayn-Wittgenstein geborenen Sohn Johann Ludwig in diesem Sinne erziehen. Johann Ludwig von Nassau-Hadamar, 1650 in den Reichsfürstenstand erhoben, trat 1629 zum Katholizismus über und vollzog mit großem Eifer und mit Hilfe der von ihm ins Land geholten Jesuiten die Rekatholisierung der Grafschaft. Das 1652 von ihm initiierte Gymnasium wurde bis 1773 von Jesuiten geleitet. Er tolerierte weiterhin den reformierten Glauben seiner Gattin, Gräfin Ursula von Lippe-Detmold. Als kaiserlicher Gesandter stellte er 1638 in Köln, Münster und Osnabrück bei den Verhandlungen über den Westfälischen Frieden sein diplomatisches Geschick unter Beweis. Die Kandidatur des inzwischen verwitweten Fürsten auf den Bischofsstuhl von Münster (1650) scheiterte jedoch.
Aus den territorialen Veränderung der deutschen Länder zu Beginn des 19. Jahrhunderts ging das Herzogtum Nassau (1806) hervor, dessen Regierung zunächst in gemeinsamer Hand von Herzog Friedrich August von Nassau-Usingen und Fürst Friedrich Wilhelm von Nassau-Weilburg lag. Nach deren beider Tod im Jahr 1816 ging die alleinige Regentschaft an das nassau-weilburgische Haus über. Das prächtige Schloss in Weilburg, das heute die Kulisse für die Weilburger Schlosskonzerte bietet, trat nun hinter das Biebricher Schloss in Wiesbaden zurück. Nassau, das 1866 auf Seiten Österreichs kämpfte, wurde zur Kriegsbeute und am 20. September 1866 offiziell von Preußen annektiert. Herzog Adolph ging nach Luxemburg und wurde Großherzog von Luxemburg. Nassau bestand als Regierungsbezirk Wiesbaden in der Provinz Hessen-Nassau (mit Kassel) fort.
Als 1867 Hessen-Nassau in Landkreise geteilt wurde, war der Kreis Limburg noch nicht auf der Karte. Erst am 1. April 1886 wurde aus dem Amt Limburg (bis dahin im Unterlahnkreis), dem Amt Hadamar (bis dahin im Oberlahnkreis) und dem zum Amt Idstein im Untertaunuskreis gehörigen Amtsgerichtsbezirk Camberg ein eigener Kreis Limburg gebildet. Die beiden Gemeinden Niedertiefenbach und Waldernbach wurden vom Amt Hadamar abgetrennt und verblieben beim Oberlahnkreis.
Im Jahr 1932 wurden die zum Kreis Usingen gehörenden Gemeinden Hasselbach und Haintchen dem Kreis Limburg angegliedert. Nach mehreren Gemeindefusionen umfasste der Landkreis seit dem Ende der 1930er Jahre 51 Gemeinden, darunter die drei Städte Camberg, Hadamar und Limburg an der Lahn.
Von 1943 bis 1945 war der Kreis Limburg mit dem Unterlahnkreis vereinigt. Sitz dieses Doppelkreises war Limburg. 1961 betrug der Anteil an Heimatvertriebenen 19 %. Diese siedelten überwiegend in den Städten an (Camberg 28 %, Limburg 23 %, Hadamar 22 %). Der Anteil in den ländlich geprägten Dörfern lag etwa zwischen 8 % und 16 %. Ursache war die bessere Erwerbsmöglichkeit, da diese Bevölkerungsgruppe über kaum landwirtschaftliche Flächen verfügte.
Die Gemeinde Hasselbach schied am 1. August 1972 aus dem Landkreis aus und wurde in die neue Gemeinde Weilrod im Hochtaunuskreis eingegliedert. Insgesamt wurde durch die hessische Gebietsreform die Zahl der Gemeinden des Landkreises bis zum Juni 1974 auf 26 verringert.
Durch einen freiwilligen Gebietsänderungsvertrag im Zuge der hessischen Gebietsreform vereinigte sich der Landkreis Limburg nach 88-jährigem Bestehen am 1. Juli 1974 mit dem 1867 gebildeten Oberlahnkreis zum Landkreis Limburg-Weilburg. Die beiden Landkreise kamen damit einem Zwangszusammenschluss zuvor. Gleichzeitig wurden am 1. Juli 1974 auch noch weitere Gemeinden zusammengeschlossen.
Als erster kreisweiter Verband schloss sich der Kreisfeuerwehrverband Limburg mit dem benachbarten Kreisfeuerwehrverband Oberlahn im neu gebildeten Landkreis zusammen. Die Delegierten der beiden Verbände beschlossen am 20. September 1975 in Obertiefenbach, sich mit sofortiger Wirkung zum Kreisfeuerwehrverband Limburg-Weilburg zu vereinigen.

## Einwohnerentwicklung
| Jahr | Einwohner | Quelle |
| ---- | --------- | ------ |
| 1890 | 48.187    | [ 3 ]  |
| 1900 | 49.997    | [ 3 ]  |
| 1910 | 55.393    | [ 3 ]  |
| 1925 | 59.156    | [ 3 ]  |
| 1933 | 63.269    | [ 3 ]  |
| 1939 | 61.610    | [ 3 ]  |
| 1950 | 81.737    | [ 3 ]  |
| 1960 | 82.700    | [ 3 ]  |
| 1970 | 92.000    | [ 7 ]  |
| 1973 | 94.500    | [ 8 ]  |

## Politik

### Landräte
- 1886–1905: Friedrich Rabe
- 1905–1919: Robert Büchting (NLP)
- 1919–1921: Karl Schellen
- 1921–1924: Max Hüesker
- 1924–1934: Gerhard von Breitenbach (Zentrum)
- 1934–1945: Karl Uerpmann (NSDAP)
- 1945–1948: Walter Dannhausen (CDU)
- 1948–1964: Eduard Jäger (CDU)
- 1964–1974: Heinz Wolf (CDU)

### Wappen
Beschreibung: in Blau ein von Rot und Silber (Weiß) in zwei Reihen geschachtes durchgehendes Kreuz.
Das Wappen ist eine Kombination der Wappen von Kurtrier: in Silber ein rotes, durchgehendes Kreuz, und dem Wappen der Herrschaft Isenburg-Limburg: in blau zwei rot-silbern geschachte Balken begleitet von goldenen Schindeln.
Das Wappen wurde am 28. Juni 1957 durch das Hessische Innenministerium genehmigt.

## Gemeinden
Die folgende Tabelle enthält alle Gemeinden, die dem Landkreis Limburg angehörten, sowie die Daten aller Eingemeindungen.
| Gemeinde                   | eingemeindet nach         | Datum der Eingemeindung |
| -------------------------- | ------------------------- | ----------------------- |
| Ahlbach                    | Limburg an der Lahn       | 31. Dezember 1971       |
| Camberg, Stadt             |                           |                         |
| Brechen 1                  |                           |                         |
| Dauborn                    | Hünfelden                 | 1. Oktober 1971         |
| Dehrn                      | Runkel                    | 1. Juli 1974            |
| Dietkirchen                | Limburg an der Lahn       | 1. Oktober 1971         |
| Dombach                    | Camberg                   | 1. Juli 1974            |
| Dorchheim                  | Elbtal                    | 1. Februar 1971         |
| Dornburg 2                 |                           |                         |
| Dorndorf                   | Dornburg                  | 1. Februar 1971         |
| Eisenbach                  | Selters                   | 1. Juli 1974            |
| Elbgrund 3                 | Elbtal                    | 1. Juli 1974            |
| Elbtal 2                   |                           |                         |
| Ellar                      | Waldbrunn                 | 1. Juli 1974            |
| Elz                        |                           |                         |
| Erbach                     | Camberg                   | 1. Juli 1974            |
| Eschhofen                  | Limburg an der Lahn       | 1. Juli 1974            |
| Faulbach                   | Hadamar                   | 1. April 1939           |
| Frickhofen                 | Dornburg                  | 1. Februar 1971         |
| Fussingen                  | Waldbrunn                 | 1. April 1972           |
| Hadamar, Stadt             |                           |                         |
| Haintchen 4                | Selters                   | 1. Juli 1974            |
| Hangenmeilingen            | Elbtal                    | 1. Februar 1971         |
| Hasselbach 4               | Weilrod (Hochtaunuskreis) | 1. August 1972          |
| Hausen                     | Waldbrunn                 | 1. April 1972           |
| Heringen                   | Hünfelden                 | 1. Oktober 1971         |
| Heuchelheim                | Elbtal                    | 1. Februar 1971         |
| Hintermeilingen            | Ellar                     | 31. Dezember 1970       |
| Hünfelden 5                |                           |                         |
| Kirberg                    | Hünfelden                 | 1. Oktober 1971         |
| Lahr                       | Waldbrunn                 | 1. April 1972           |
| Langendernbach             | Dornburg                  | 1. Juli 1974            |
| Limburg an der Lahn, Stadt |                           |                         |
| Lindenholzhausen           | Limburg an der Lahn       | 31. Dezember 1971       |
| Linter                     | Limburg an der Lahn       | 1. Juli 1974            |
| Malmeneich                 | Elz                       | 31. Dezember 1971       |
| Mensfelden                 | Hünfelden                 | 1. Oktober 1971         |
| Mühlbach                   | Elbgrund                  | 1. Oktober 1937         |
| Mühlen                     | Eschhofen                 | 1. April 1938           |
| Nauheim                    | Hünfelden                 | 1. Oktober 1971         |
| Neesbach                   | Hünfelden                 | 1. Oktober 1971         |
| Niederbrechen              | Brechen                   | 31. Dezember 1971       |
| Niederhadamar              | Hadamar                   | 1. April 1939           |
| Niederselters              | Selters                   | 1. Juli 1974            |
| Niederweyer                | Hadamar                   | 31. Dezember 1971       |
| Niederzeuzheim             | Hadamar                   | 31. Dezember 1971       |
| Oberbrechen                | Brechen                   | 1. Juli 1974            |
| Oberselters                | Camberg                   | 1. Juli 1974            |
| Oberweyer                  | Hadamar                   | 31. Dezember 1971       |
| Oberzeuzheim               | Hadamar                   | 31. Dezember 1971       |
| Offheim                    | Limburg an der Lahn       | 1. Juli 1974            |
| Ohren                      | Hünfelden                 | 1. Oktober 1971         |
| Schwickershausen           | Camberg                   | 1. Juli 1974            |
| Staffel                    | Limburg an der Lahn       | 1. Juli 1974            |
| Steinbach                  | Hadamar                   | 31. Dezember 1971       |
| Thalheim                   | Dornburg                  | 31. Dezember 1971       |
| Waldbrunn 6                |                           |                         |
| Waldmannshausen            | Elbgrund                  | 1. Oktober 1937         |
| Werschau                   | Brechen                   | 31. Dezember 1971       |
| Wilsenroth                 | Dornburg                  | 1. Februar 1971         |
| Würges                     | Camberg                   | 1. Juli 1974            |

## Sehenswürdigkeiten

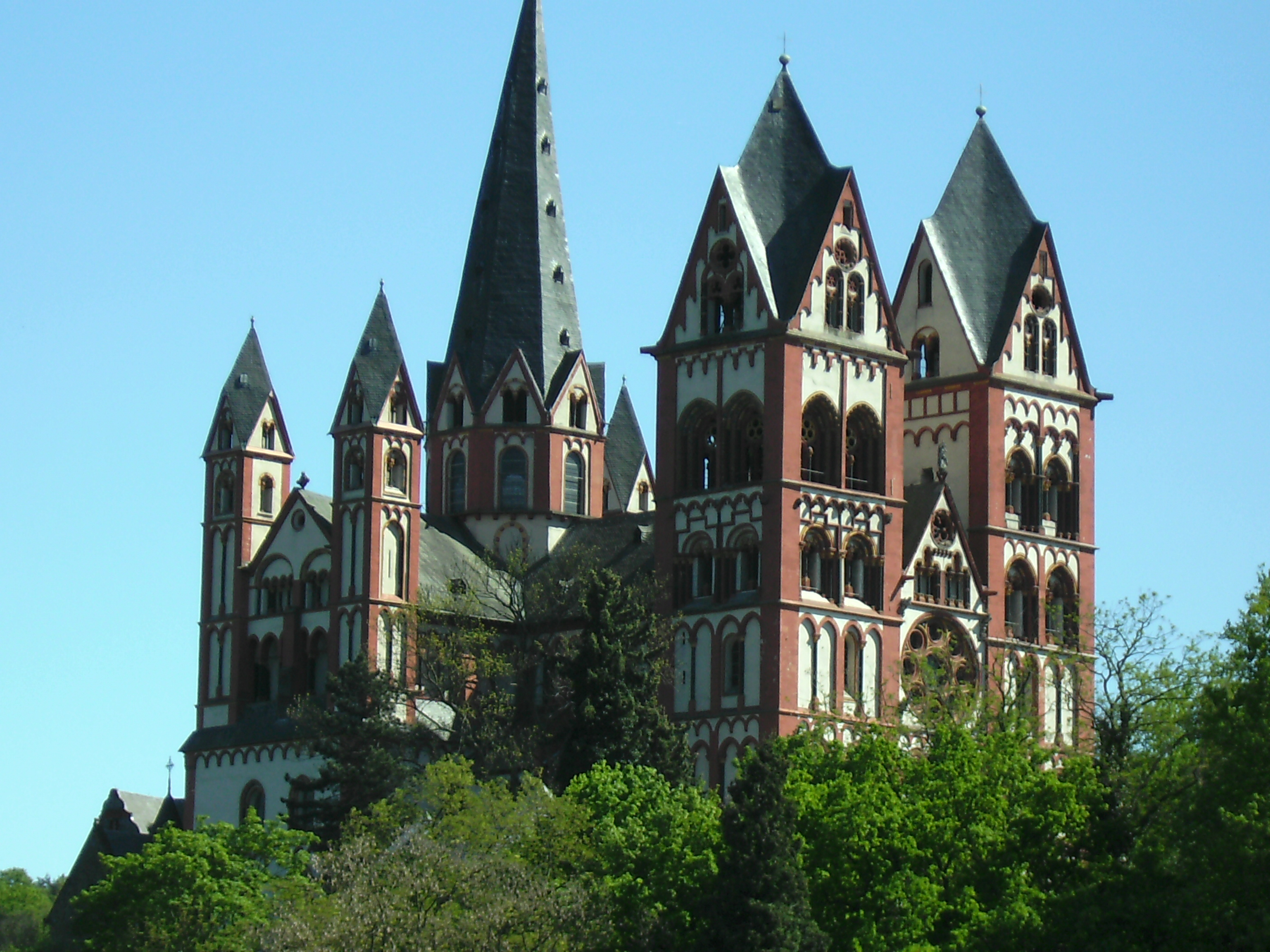
Der Limburger Dom

- Die Lahn fließt mitten durch das Gebiet des Landkreises
- Der Westerwald im nördlichen Teil des Landkreises
- Der Taunus im südlichen Teil des Landkreises
- Limburger Dom St. Georg (Einweihung 1235) auf Lahnfelsen
- Limburger Altstadt mit Fachwerkhäusern (erbaut ab 1289)
- Kneippbad Bad Camberg (seit 1927) mit Natur- und Heilquellen
- Blasiuskapelle (Ersterwähnung um 803) in Frickhofen
- Burg Waldmannshausen (erbaut 1486) in Elbgrund
- Schloss in Hadamar (erbaut 1629) mit Renaissancearchitektur
- Brunnentempel (Ersterwähnung Saltrissa-Quelle 772) in Niederselters

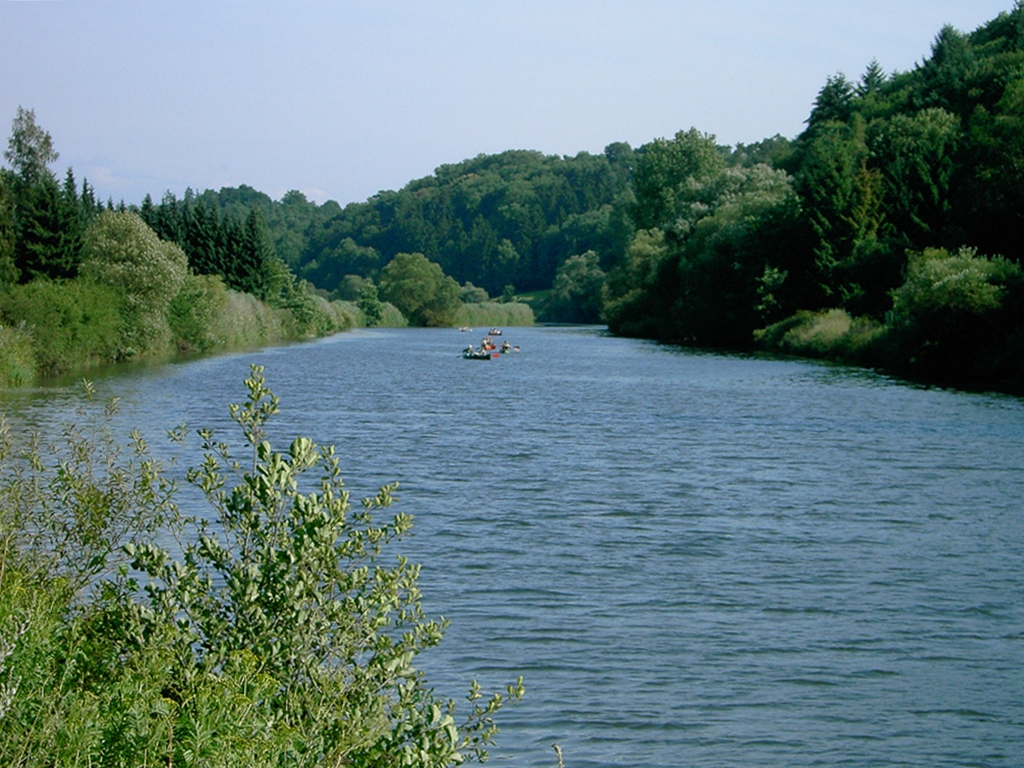
Die Lahn im Landkreis
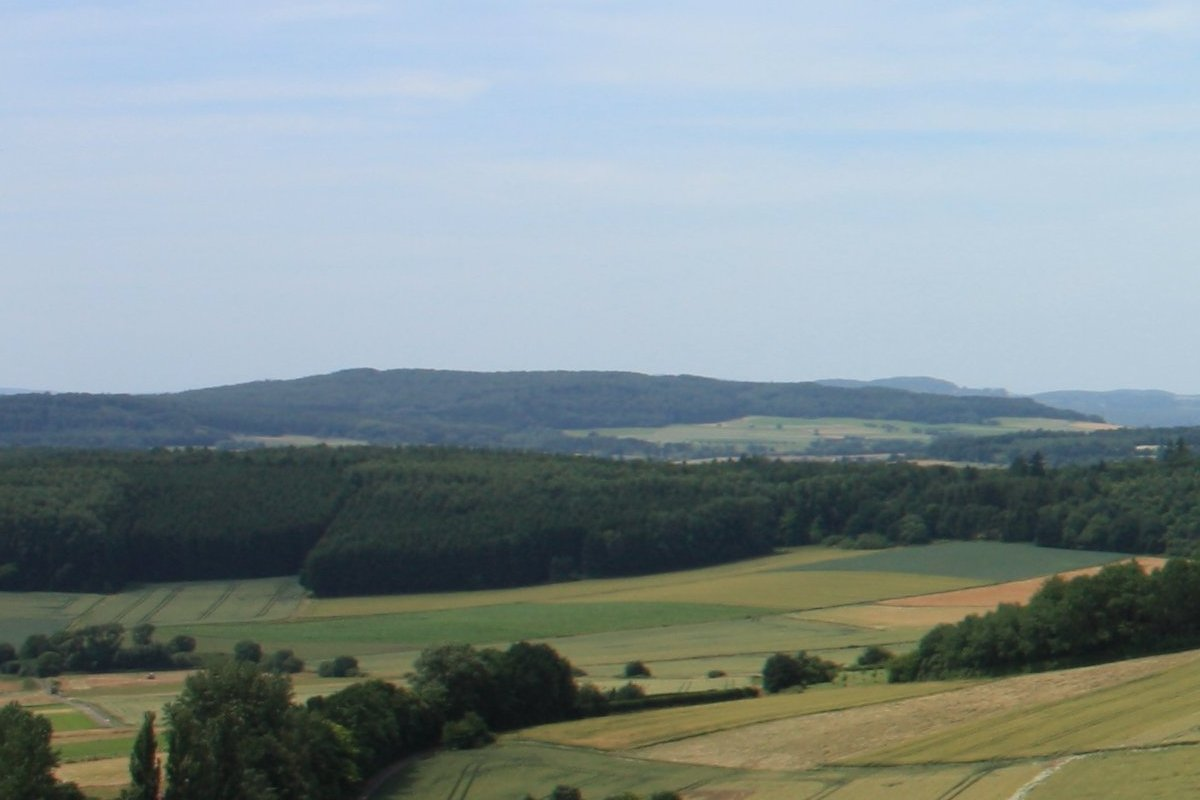
Der Westerwald im Landkreis
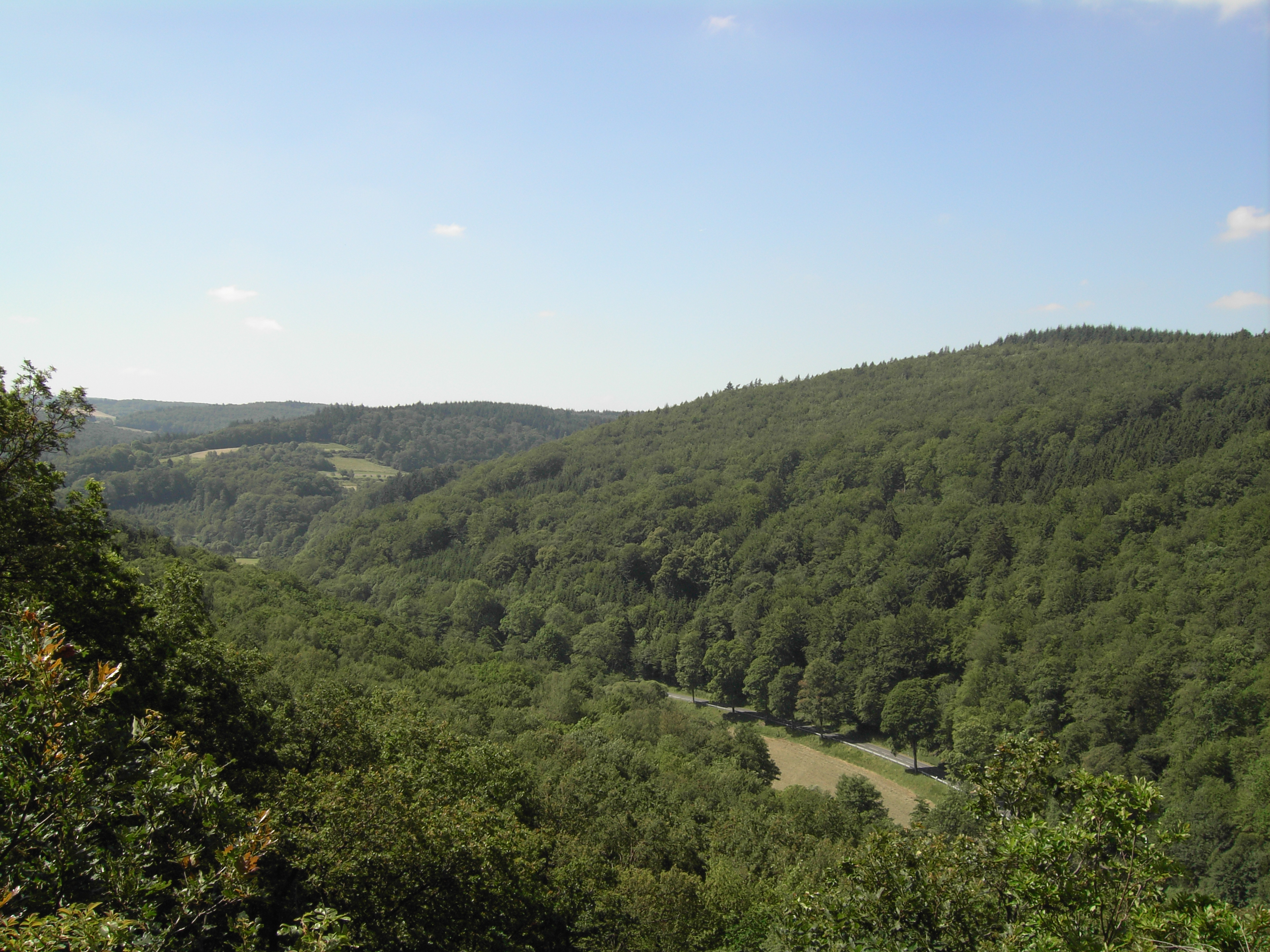
Der Taunus im Landkreis
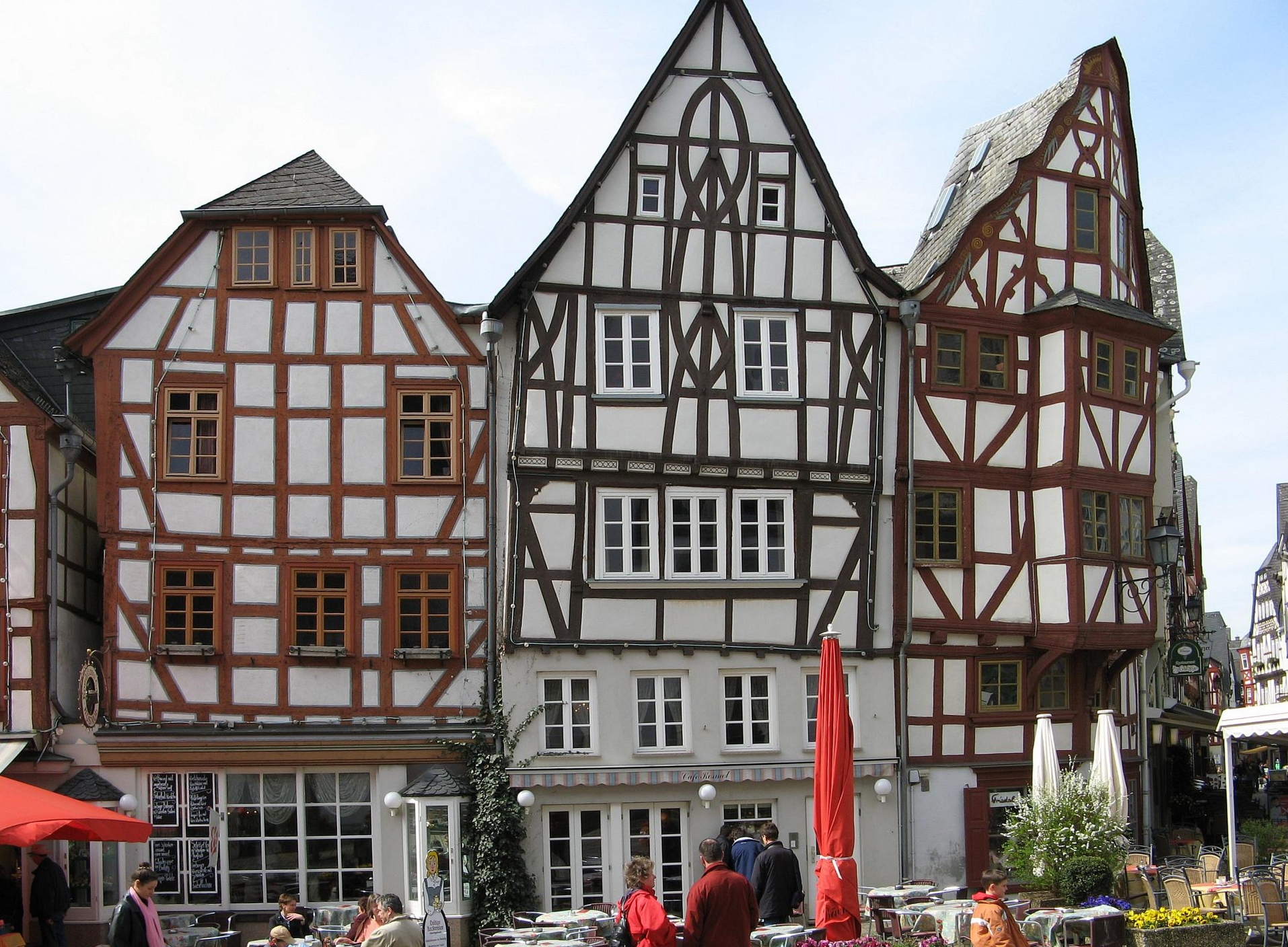
Fachwerkhäuser in der Limburger Altstadt
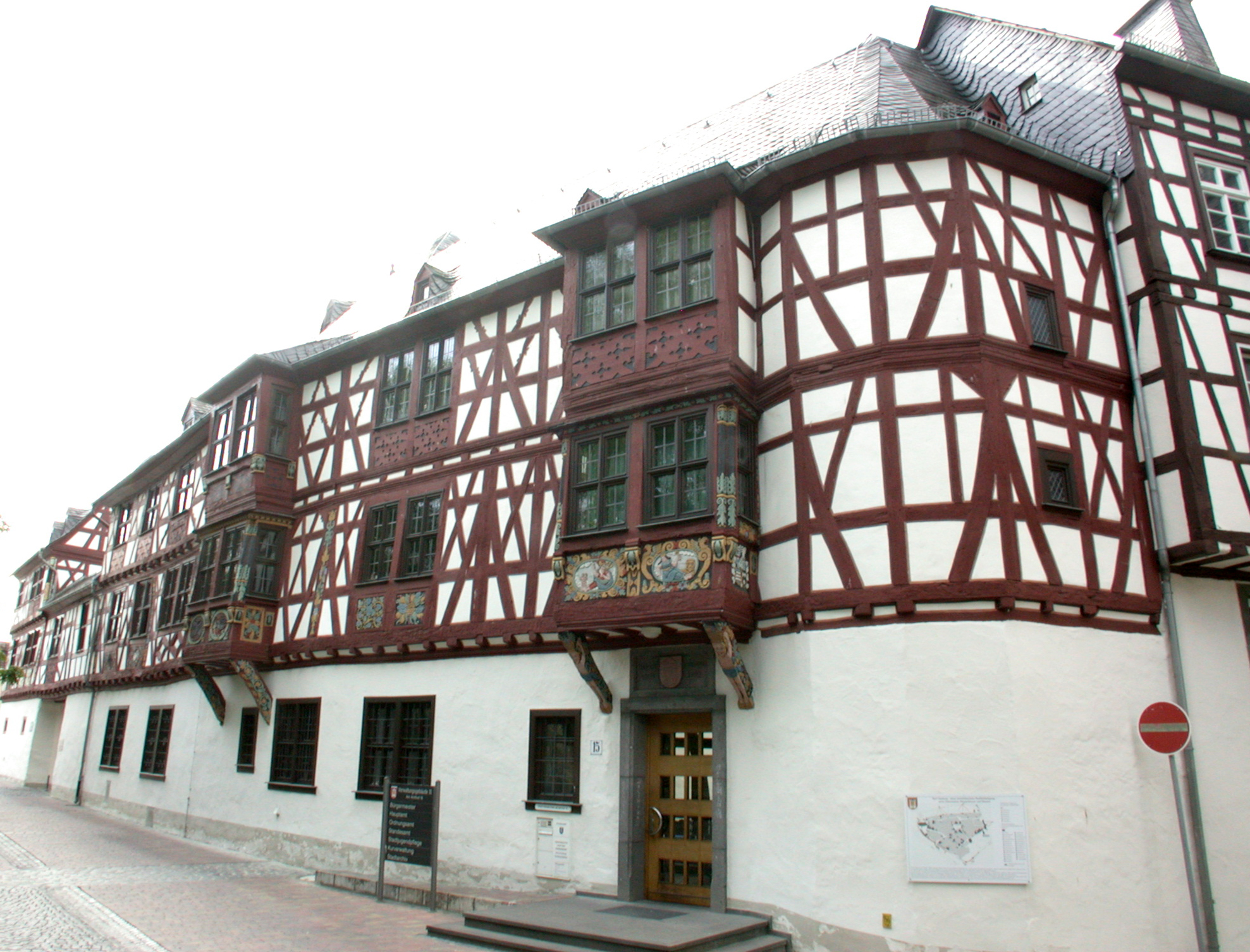
Amthof Bad Camberg
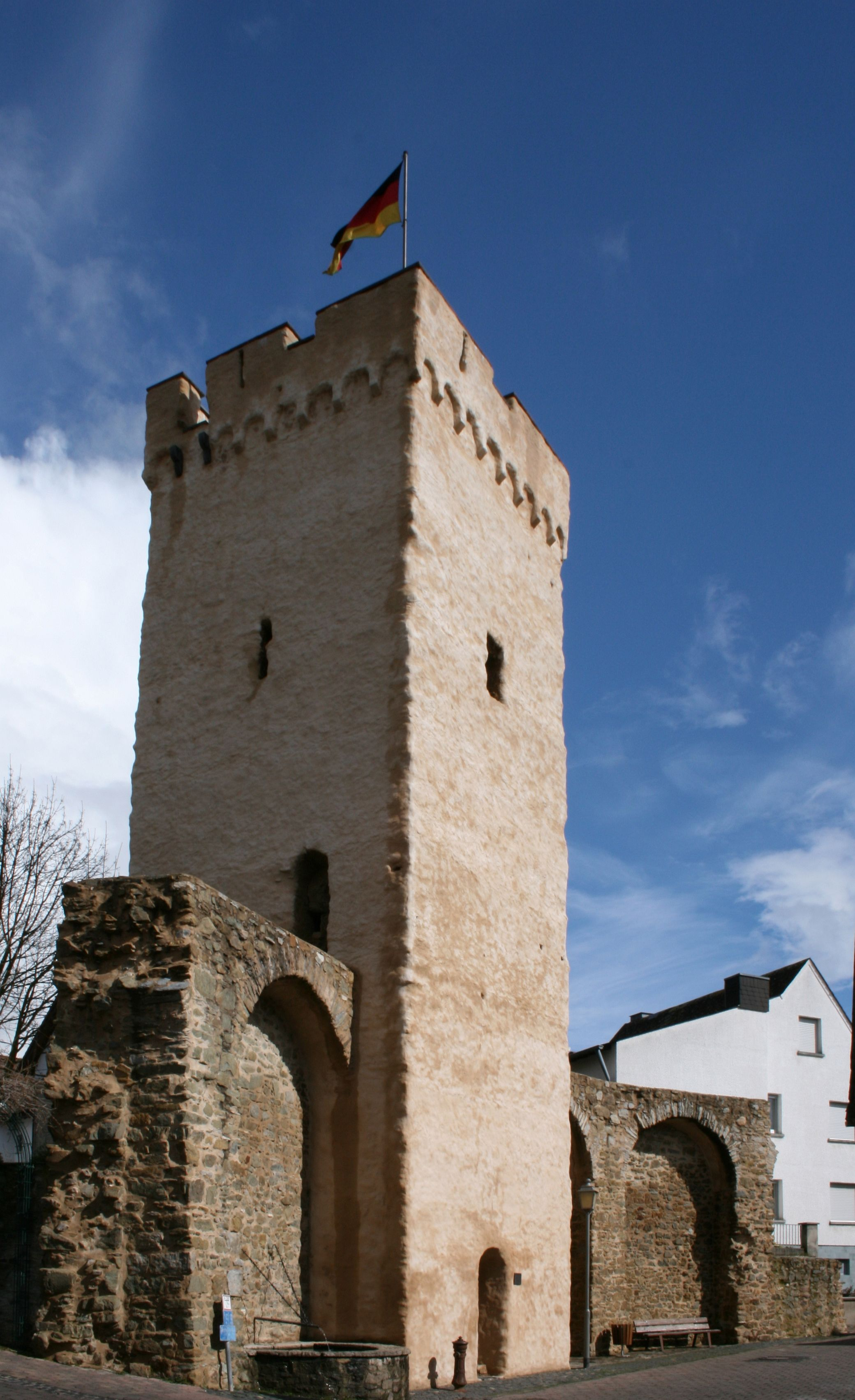
Gefangenenturm in Niederbrechen
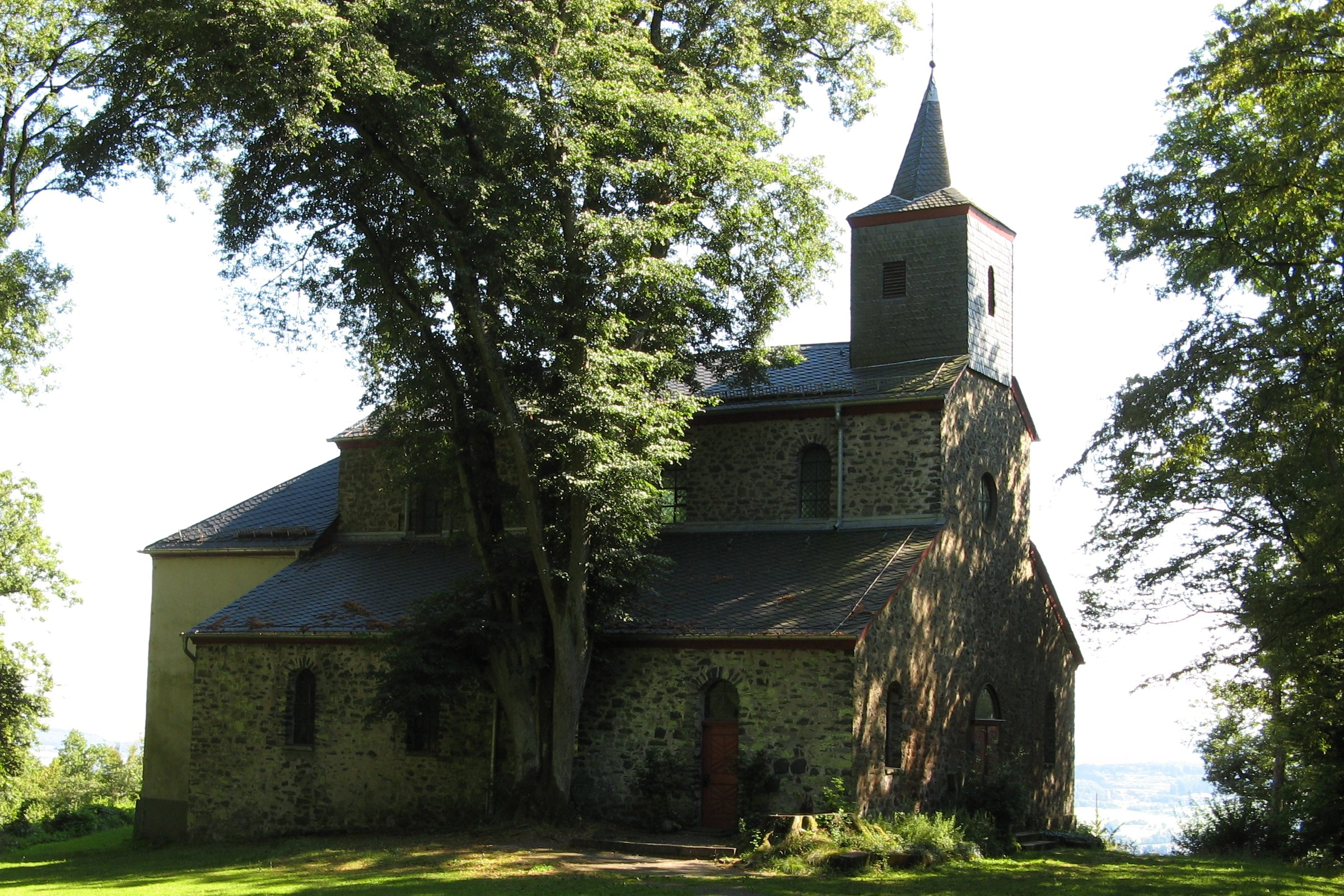
Blasiuskapelle in Frickhofen
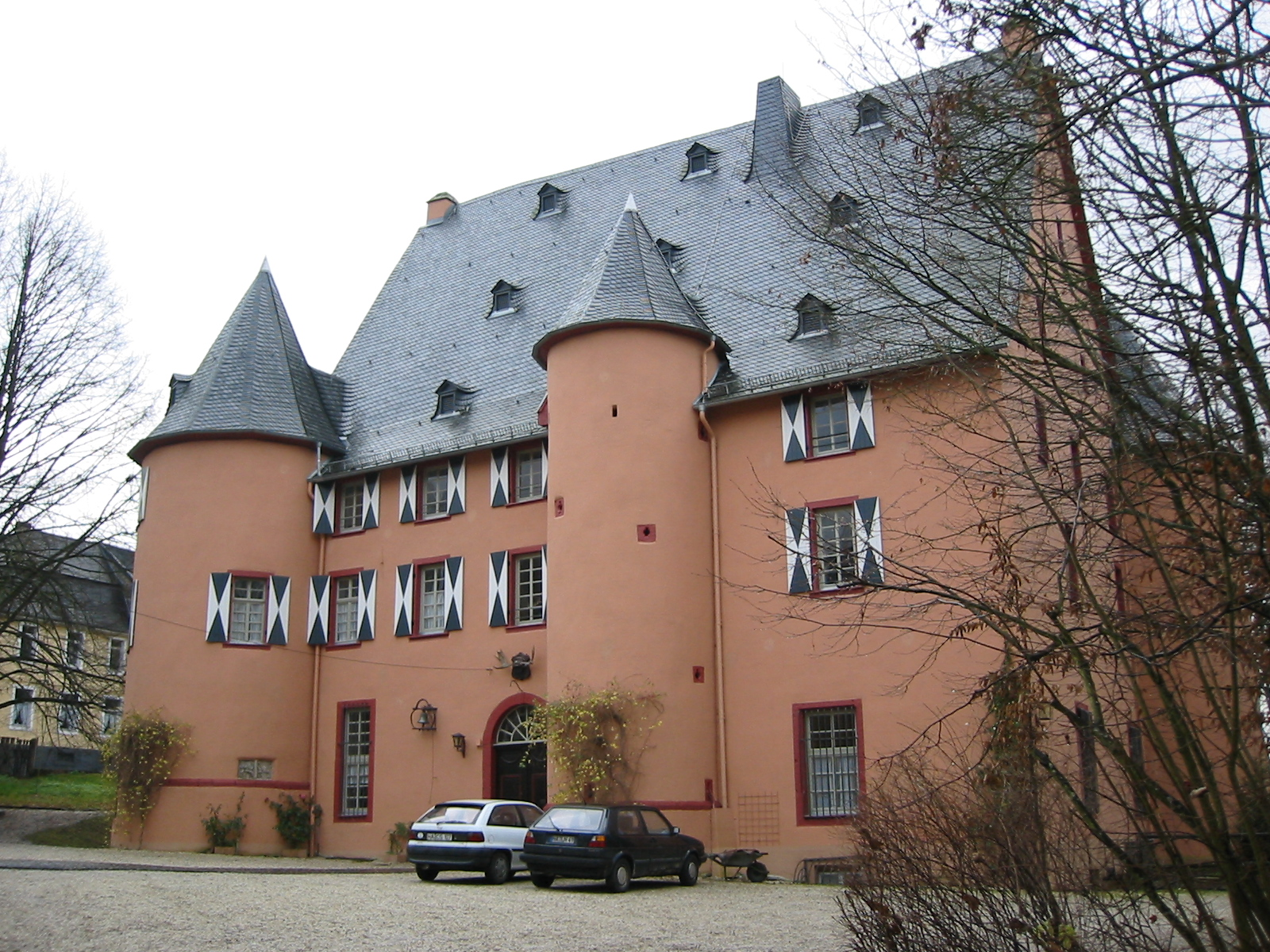
Burg Waldmannshausen in Elbgrund
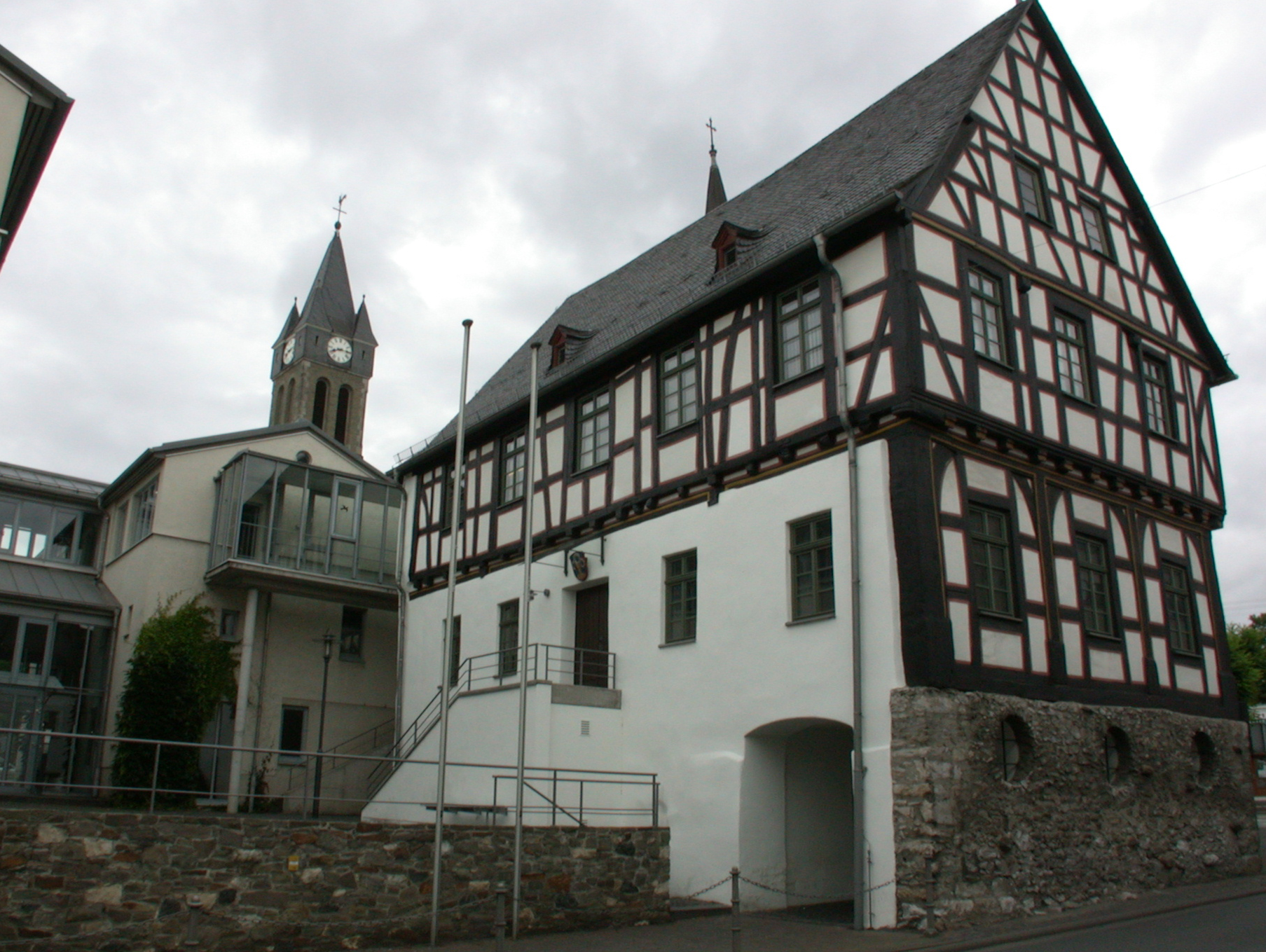
Rathaus der Gemeinde Elz mit Turm der Pfarrkirche
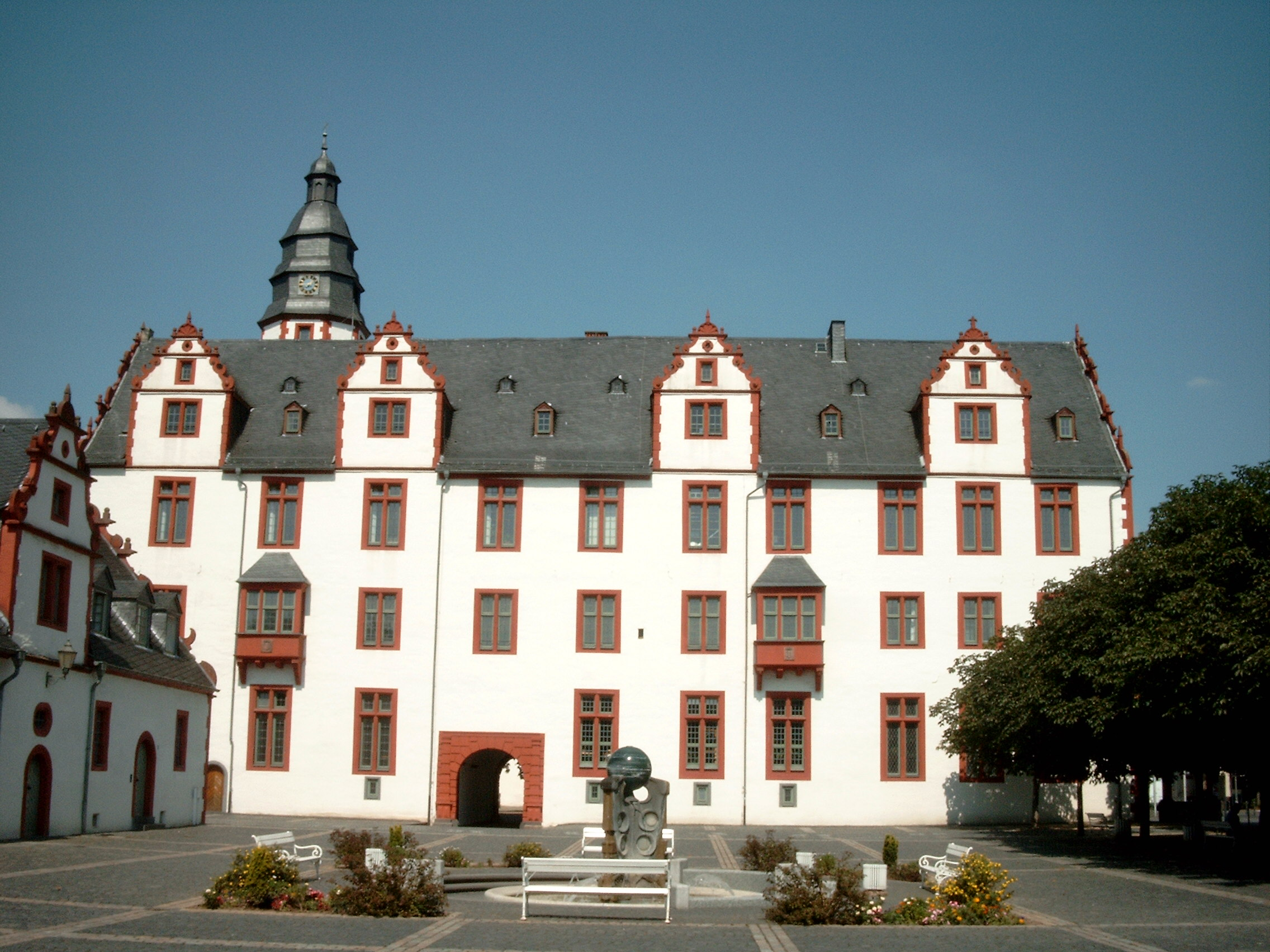
Schloss in Hadamar
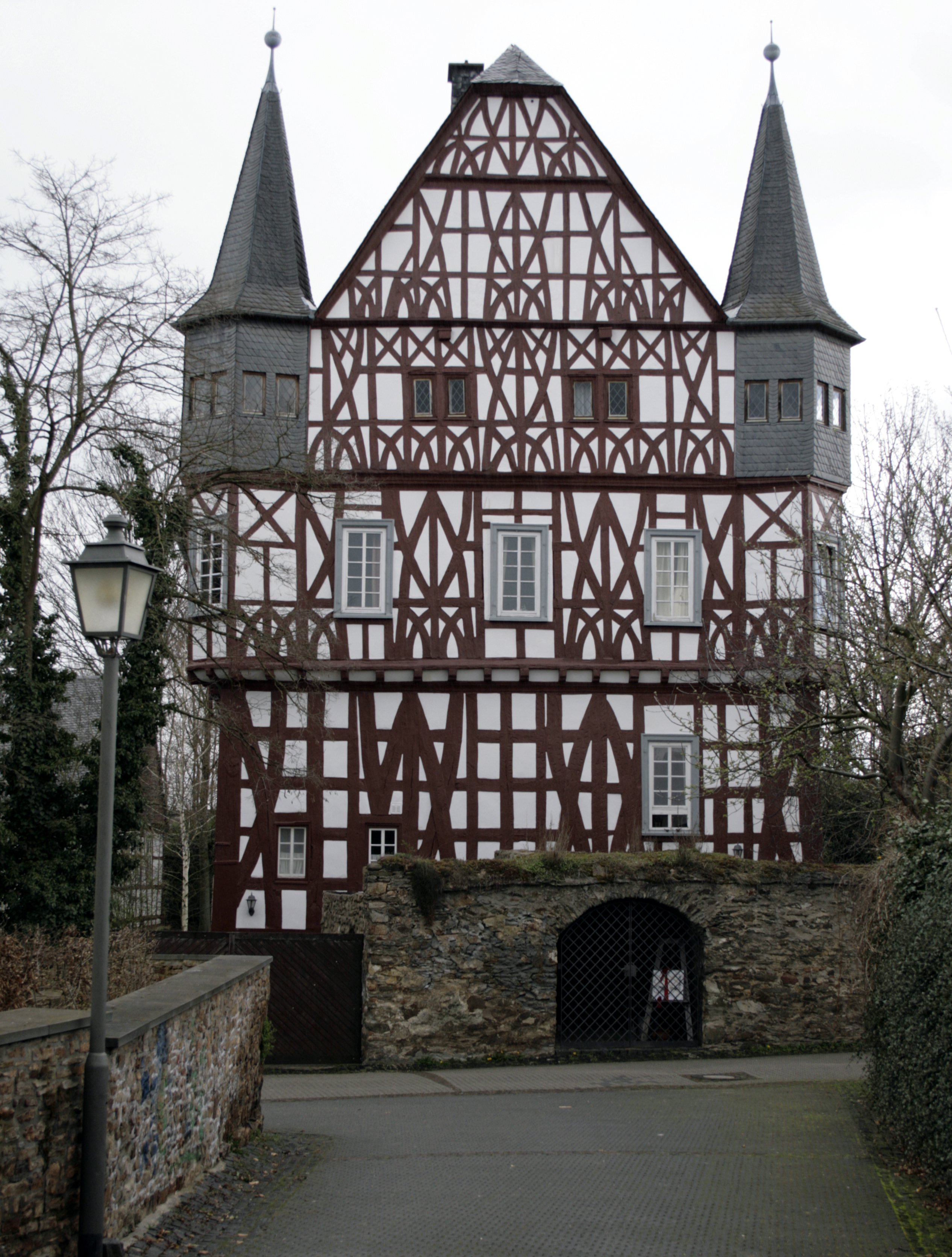
Stein’sches Haus in Kirberg
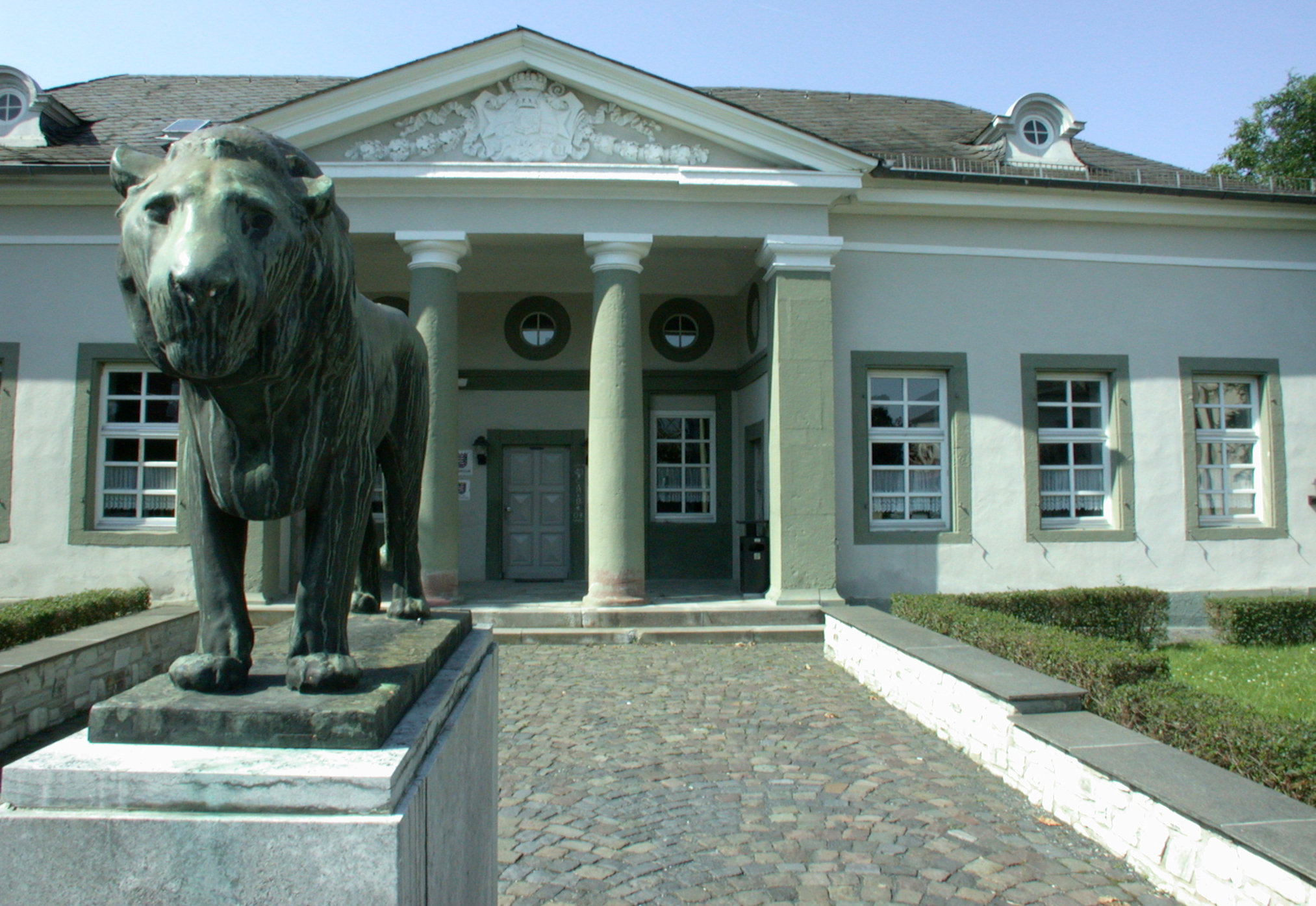
Ehemalige Kaserne des Kurfürstentums Trier, jetzt Rathaus Selters/Ts.

## Kfz-Kennzeichen
Am 1. Juli 1956 wurde dem Landkreis bei der Einführung der bis heute gültigen Kfz-Kennzeichen das Unterscheidungszeichen LM zugewiesen. Es wird im Landkreis Limburg-Weilburg durchgängig bis heute ausgegeben.